# Stanislav Boklan
Stanislav Volodymyrovyč Boklan (in ucraino Станіслав Володимирович Боклан?; Brusyliv, 12 gennaio 1960) è un attore ucraino.

## Filmografia

### Cinema
- Resistance - La battaglia di Sebastopoli (2015)
- Servitore del popolo (2016)
- Kripostna (2019)

### Televisione
- Servitore del popolo (Primo Ministro Yurij Ivanovič Čuiko, 2015-2019)
- Svaty (2013-2021)
- Sotto le leggi della guerra (2018)